# Evženie de Montijo
Evženie de Montijo (5. května 1826, Granada – 11. července 1920, Madrid), celým jménem španělsky: Maria Eugenia Ignacia Augustina Palafox y Kirkpatrick, zkráceně francouzsky Eugénie de Montijo, byla původem španělská aristokratka a sňatkem s Napoleonem III. poslední císařovna Francouzů.

## Život
Osud Evženie de Montijo je do jisté míry podobný osudu rakouské císařovny Alžběty, zvané Sisi. Stejně jako ona vyrostla také Evženie ve skromnějších poměrech, provdala se za císaře a ztratila jediného syna. Rovněž ráda jezdila na koni a podnikala dlouhé pěší výlety bez ohledu na doprovod. Na rozdíl od Sisi se ale Evženie stala císařovnou cíleně a všechny výsady i povinnosti přijímala bez řečí. Jejím cílem bylo stát se vládnoucí panovnicí a honba za touto vidinou nakonec částečně zapříčinila pád Císařství. Jako bývalá císařovna Francouzů pak nejčastěji pobývala na svém sídle ve Farnboroughu v Anglii. Dožila se požehnaného věku 94 let a až do posledních dnů byla činorodou a moderní ženou.

### Dětství
Evženie byla druhou dcerou hraběte Cipriana z Teby a jeho manželky Marie Manuely Kirkpatrickové. Přišla na svět za zemětřesení v provizorním stanu na zahradě jejich domu v Granadě. Ke křtu ji nesl rodinný přítel markýz z Campoverde a za přítomnosti kmotra strýce Evžena dostala jména Marie Evženie Ignacie Augustýna. Vyrůstala společně se starší sestrou Františkou (1825–1860), v rodině zvanou Paca, pod dozorem chůvy. Matka, žijící čilým společenským životem, se výchově dcer příliš nevěnovala.
Rodina byla nucena žit ve vyhnanství. Hrabě Cipriano byl totiž obdivovatelem císaře Napoleona I., za napoleonských válek bojoval na straně Grande Armeé proti svým royalisticky smýšlejícím krajanům (Španělská válka za nezávislost), a navíc zastával liberální postoje, pro které trávil mnoho času ve vězení.

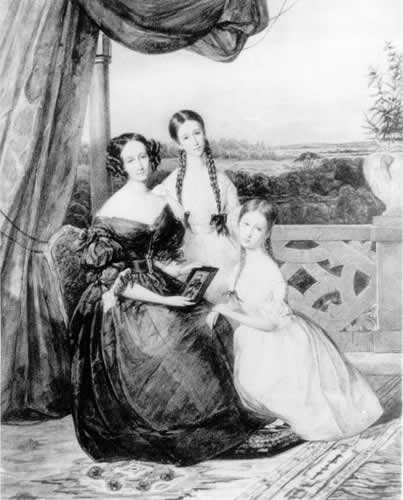
Klečící Evženie s matkou a sestrou

V roce 1830 dostal liberalisticky smýšlející otec povolení přesídlit s rodinou do Madridu, protože králi Ferdinandovi VII. se konečně narodil potomek, ale pouze dcera Izabela, jejíž nástupnictví salijský zákon neumožňoval a král tak potřeboval pro podporu pragmatické sankce zastání ze všech stran. Rodina ale nepobývala pouze v Madridu, ačkoliv matka byla vítanou návštěvnicí všech salonů a živou společnost potřebovala k životu, ale také na zděděném venkovském statku Quanta Miranda na panství v Carabanchelu. Zde trávila Evženie s Pacou a adoptivním bratrem Abelinem dny na čerstvém vzduchu, hráli si v zahradě nebo jezdili na koních. Otec byl doma pouze vzácně, často pobýval ve Francii a Evženii se sestrou pouze navštěvoval. Ta jej velmi postrádala a alespoň mu psala. Matka se ji mezitím snažila usměrnit, protože se pod otcovým vlivem projevovala příliš romanticky a přecitlivěle. Při jedné cestě z Toleda se otec seznámil s francouzským romanopiscem Prosperem Mériméem a pozval ho k návštěvě. Evženie si „strýčka mazlíčka“, jak jej nazývala, ihned oblíbila a přátelství s ním jí vydrželo až do jeho smrti v roce 1871.
Rok 1834 byl ve znamení změn. Za prvé zemřel strýc Evžen a otec se tak stal majetným mužem a za druhé se poměry ve Španělsku zhoršily natolik, že se otec rozhodl k přestěhování do poklidnější Francie. Po smrti krále Ferdinanda VII. totiž v zemi vypukly nepokoje, protože králův bratr Karel (V.) si nárokoval trůn, což vedlo k občanské válce. Evženie byla dokonce jednou svědkem zavraždění duchovního před okny jejich paláce. To na ni stejně jako strýcova smrt velmi zapůsobilo, údajně se chtěla vrhnout z okna.
Na náročnou a nebezpečnou cestu přes Barcelonu, Zaragozu, Perpignan a Toulouse se vydali ještě téhož roku a do Paříže dorazili na jaře 1835. I tentokrát si Evženie otce příliš neužila, protože byl jmenován senátorem a pendloval mezi rodinou ubytovanou na Champs-Elysées a Madridem. V Paříži byla matka ve svém živlu, navštěvovala i pořádala večírky a navazovala kontakty, např. s Delessertovými, Labordovými či rodinou Viollet-le-Duc. Do jejího salonu zavítal ve společnosti Prospera Mériméea také spisovatel Stendhal, který psal o napoleonské době. Ten Evženii velmi přirostl k srdci a ona také jemu. Později přiznala: „byl první muž, který dokázal, že se mi rozbušilo srdce, a jak prudce!!“.

#### Vzdělání

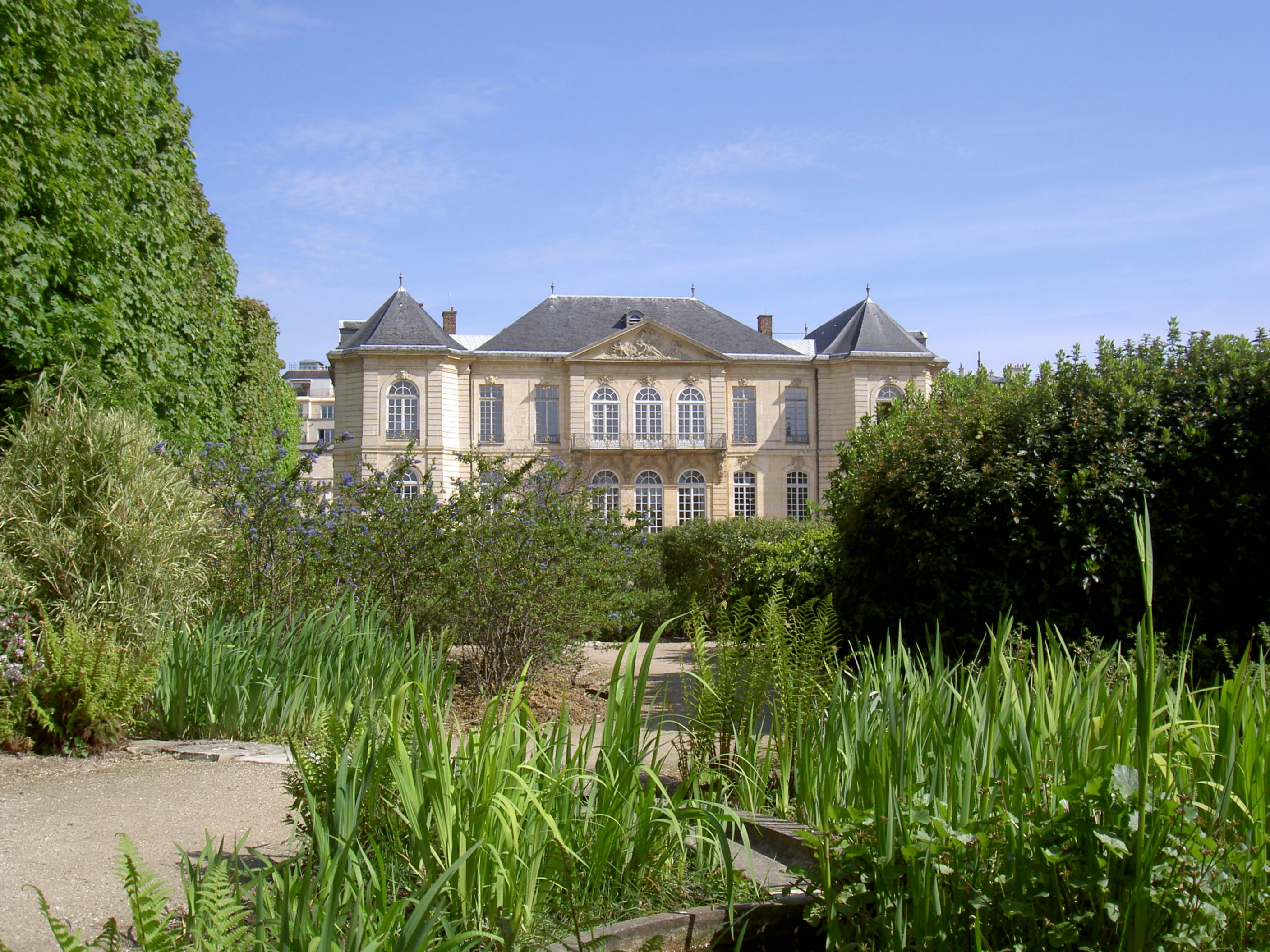
Bironův palác v Paříži

Dostalo se jí pouze průměrného vzdělání, protože matka byla toho názoru, že „život sám je ta nejvyšší škola“.
Na podzim 1835 ji poslala do kláštera sester Společenotví Nejsvětějšího srdce Ježíšova, založeného Madeleinou Baratovou. Věhlasný ústav sídlil v Bironově paláci a platila zde přísná řádová pravidla, dívky byly vychovávány k pravé víře, přísné morálce a lásce k bližním. Vstávalo se časně, po modlitbě probíhala dopolední výuka následovaná obědem a díkuvzdáním, odpoledne se šilo šatstvo pro chudé, věnovalo se ručním pracím či četbě, den zakončila večerní pobožnost. Neukázněná Evženie se zde zpočátku necítila dobře, protože byla zvyklá na volnost, ale za čas se novým poměrům přizpůsobila natolik, že prodělala záchvat mysticismu. Znepokojená matka se rychle rozhodla obě dcery vzdálit zbožnému prostředí pod záminkou objevší se spály a odvezla je do Anglie. Zde Evženie navštěvovala Cliftonovu kolej nedaleko Bristolu. Ve škole zaměřené na sportovní dovednosti se jí ovšem nelíbilo a po seznámení s indickou spolužačkou se obě rozhodly k cestě do Orientu. Uprchlice zadrželi ještě v anglickém přístavu.

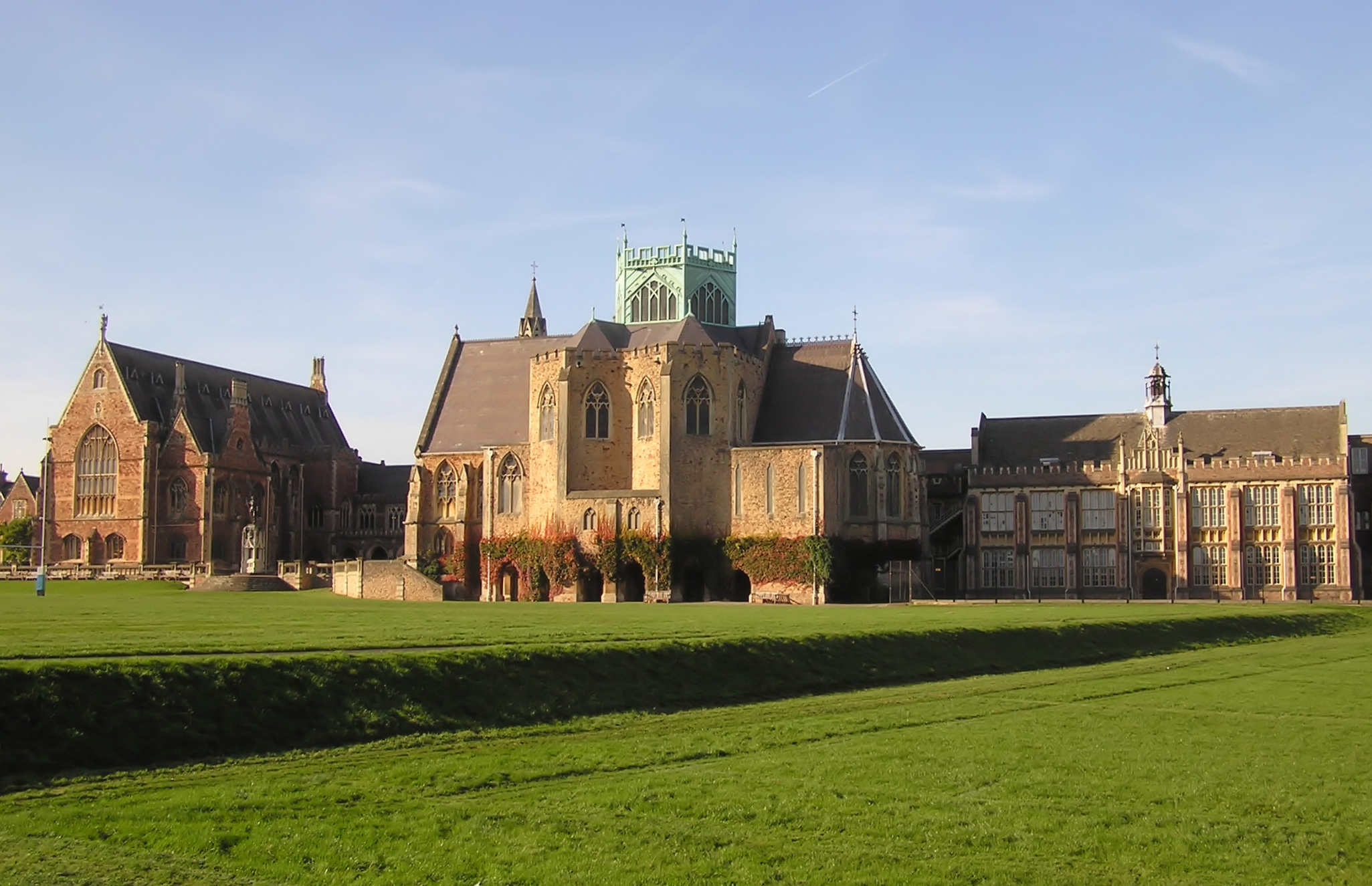
Budova bývalé Cliftonovy koleje u Bristolu

Anglii opustila Evženie o pár měsíců později a vrátila se zpět do Francie, aby z rozhodnutí otce začala studovat na Gymnase Normale, Civile et Orthosomatique, vedené plukovníkem Amorem, který zastával názor, že „gymnastika dělá lidi nejen svižnějšími a čilejšími, ale také citlivějšími a inteligentnějšími“. S Evženiinými výkony byl spokojený: „Tělesná cvičení, při nichž se pohybuje s přirozeným půvabem přispívají k vyvážení mezi jejím živým a snadno vznětlivým temperamentem a jejím dobrým, ušlechtilým, silným a pevným charakterem.“
O další vzdělání se pak postaral přítel Mérimée a anglická guvernantka paní Flowersová, která se o Evženii a Pacu starala v nepřítomnosti jejich matky. Obě sestry tak měly dostatek volnosti. Procházely se po březích Seiny, bloumaly po pařížských bulvárech nebo trávily čas na prefektuře u přítelkyně Cecílie Dellessertové. Evženii velmi nadchlo divadlo, zejména diva Rachel.

### Mládí
15. března 1839 zemřel v Madridu Evženiin otec. U jeho úmrtního lože byla pouze matka, která dcery povolala až několik dnů po jeho skonu. Protože se hrabě vzhledem ke své funkci poslance zdržoval především ve Španělsku, viděla jej Evženie naposledy při jeho návštěvě Paříže v roce 1837. Po jeho smrti se pro ni vše změnilo. Předčasně vyspěla a její sklon k přehánění vedl k trudnomyslnosti a silnému pocitu osamělosti. Ve Španělsku se navíc necítila jako doma a toužila vrátit se do Paříže, o níž si alespoň dopisovala ze Stendhalem a Mériméem.
Po povinném roce smutku se matka vrhla zpět do kolotoče zábav a přibrala také dcery, jimž hodlala zajistit vhodné manžely.
Evženie vyrostla do krásy, poutala na sebe pozornost přímým držením těla, půvabnou chůzí a dosti živým temperamentem. Měla štíhlou souměrnou postavu a jemnou pleť, bohatá kštice světlých vlasů s nádechem odstínů do kaštanově hnědé, rudé a zlaté rámovala oválný obličej pravidelných rysů s rovným čelem, sytě modrýma očima a malými ústy, v nichž se při neodolatelném úsměvu objevila řada bělostných zubů.

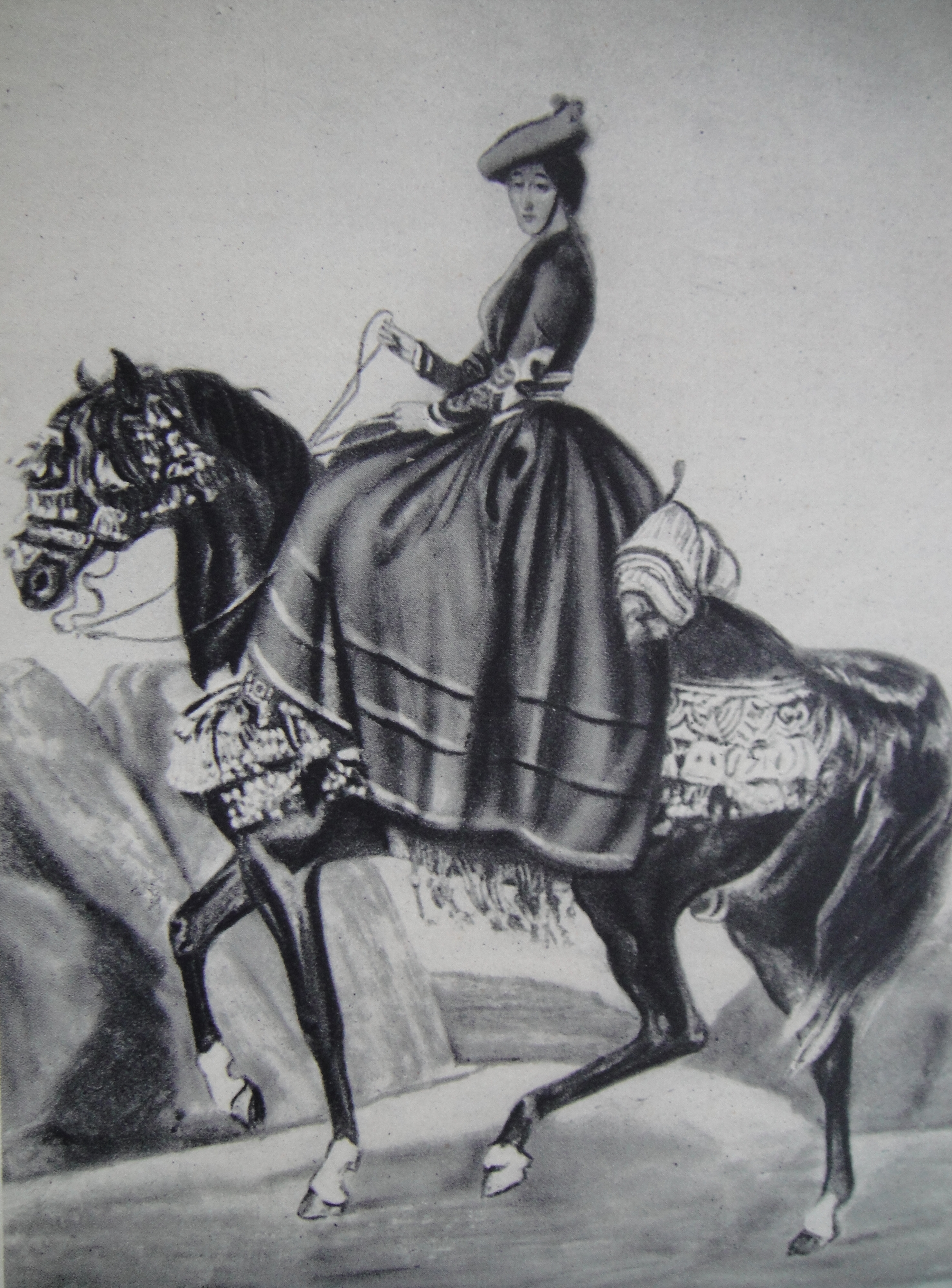
Litografie od Andrého Girouxe podle malby Édouarda Odiera (1846)

Když bylo Evženii osmnáct let, bláznivě se zamilovala do vévody Jakuba z Alby a Berwicku, jemuž dala své city otevřeně najevo. Plachý vévoda se však za přispění hraběnky z Montija rozhodl pro Pacu. Evženie nesla neopětování svých citů těžce a napsala budoucímu švagrovi dopis, v němž se mu vyznala ze svého zklamání a oznámila mu svůj úmysl dožít život v klášteře. Aby ji matka přivedla na jiné myšlenky, rozhodla se, že nejlepším prostředkem je změna prostředí. Během cest navštívila Evženie Bordeaux i Homberg, na zámku Plassac nechala markýzem z Dampierre obdivovat své jezdecké umění nebo poléčila ozénozu v lázních Eaux-Bones či Bathu. Seznámila se také s Eleonorou Gordonovou, která si ji jako bonapartistka rychle získala a nadchla ji pro návštěvu pevnosti Ham, kde byl uvězněn synovec Napoleona I. Do Madridu se Evženie vrátila po měsících cestování a z rozhodnutí matky se připojila k životu ve společnosti. Neměla ale v úmyslu nechat si znovu zlomit srdce. Proto některé vhodné nápadníky, jako prince Napoleona, zvaného Plon-Plon, či Mariana Télleze Giróna, odmítla a jiné odradila volností v chování a řeči.
Později o ní baron Hübner prohlásil, že „je plná života, koketní, zvídavá a naprosto jistá, že se zalíbí muži, kdykoliv se jí zachce“.
Druhou láskou v Evženiině životě byl markýz Pepe Osorio z Alcañicesu. Přes vášnivá vyznání se ale Pepe neodvážil protivit otci, vévodovi Mikulášovi ze Sesta, který se postavil proti synovu sňatku s ženou pochybné pověsti. Devatenáctiletá Evženie propadla neurastenii a pokusila se otrávit fosforem ze sirek.

### Setkání s Napoleonem

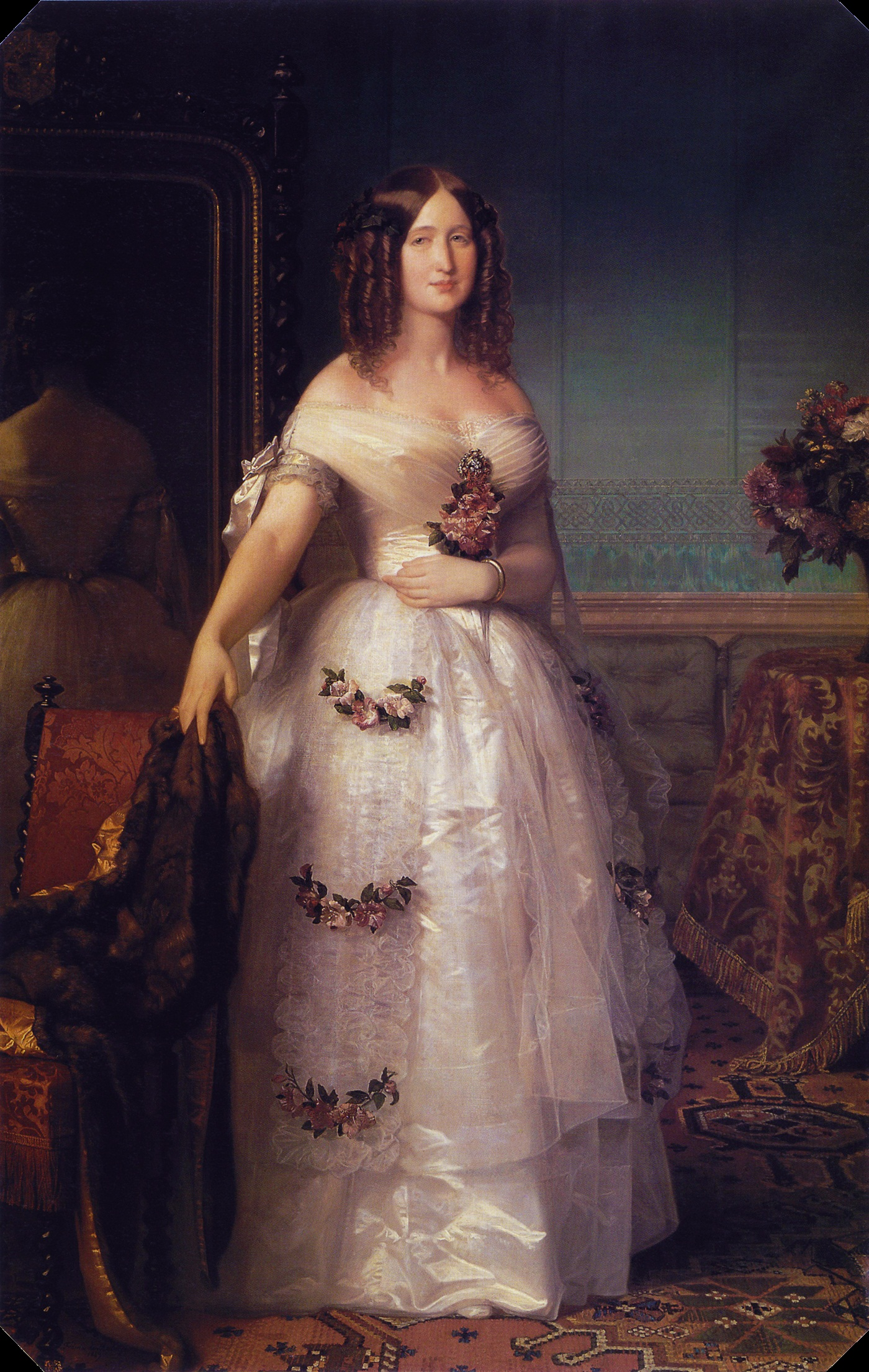
Portrét od Federica de Madrazo (1849)

Život plynul dál a Evženie, ačkoliv se účastnila mnohých společenských událostí, nenalezla nikoho, s kým by chtěla spojit svůj život. V roce 1847 byla matka jmenována první dvorní dámou královny Izabely II., její kariéra u dvora ovšem po roce skončila a z tohoto důvodu se rozhodla odjet. Zároveň doufala, že v liberálnější Francii by mohla již dvaadvacetiletá Evženie nalézt manžela.

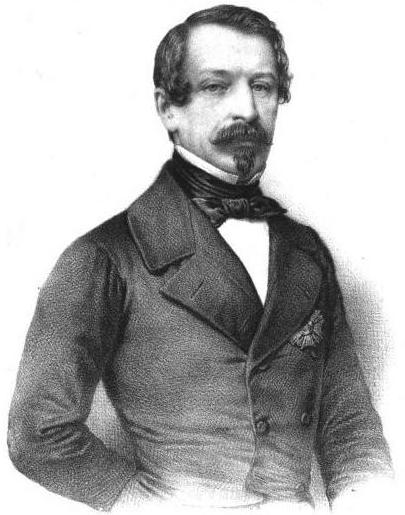
Prezident Ludvík N. Bonaparte (1852)

Po svržení krále Ludvíka Filipa v roce 1848 byl vyslancem Druhé Francouzské republiky v Madridu jmenován bratranec francouzského prezidenta Ludvíka Napoleona Bonaparte, kníže Napoleon Josef Bonaparte, který později získal nelichotivý přídomek Plonplon. Plonplon, častý a vítaný host v paláci Montijo, zahořel k Evženii láskou a požádal ji o ruku, věrný Mérimée však dámám Montijo donesl informaci, že president Bonaparte – kavalír a milovník žen – se pravděpodobně v krátkém čase prohlásí císařem Francouzů; Evženie dala Plonplonovi košem a doña Manuela, od mládí zapálená bonapartistka, se roku 1850 přestěhovala s oběma dcerami do Paříže, kde si pronajala apartmá na Place Vendôme 22.
Matce se brzy podařilo zajistit pro ně pozvání do salonu princezny Matyldy, dcery bývalého vestfálského krále Jérôma, kam docházel každý, kdo tehdy něco znamenal. Debut nebyl pro Evženii snadný, s čímž se svěřila Pace, které napsala, že je smutná z pozvání k princezně Matyldě a později si jí postěžovala na nevšímavost ostatních. Na jednom z večírků u princezny si jí všiml francouzský prezident Ludvík Napoleon Bonaparte a pozval Evženii s matkou do Elysejského paláce na večeři konanou 12. dubna 1849. Evženie oblečená v bleděmodré toaletě s hlubokým výstřihem jej okouzlila vzhledem i volností ve vyjadřování. Následujícího dne jí proto nechal doručit pozvání do zámku Saint–Cloud. Obě ženy se však dočkaly zklamání, protože očekávaly vznešenou společnost a místo toho je čekala intimní večeře v letohrádku Combleval. Jedenačtyřicetiletý Ludvík Napoleon, informovaný komořím Baciocchim o pověsti matky i dcery, se domníval, že půvabná španělská hraběnka bude snadnou kořistí. Proto se, jist si sám sebou, dopustil chyby tím, že na procházku do parku nabídl rámě jí a nikoliv výše postavené matce, které měl dělat společnost pouhý hrabě Baciocchi. Evženie se ohradila, protože v Paříži byla jeho milostná dobrodružství známá a ona neměla v úmyslu stát se pouze jednou z mnoha. Po nevydařeném dostaveníčku v letohrádku odcestovala do Belgie, společnost jí dělal vévoda z Osuna, doufající v brzký sňatek s ní. Po návštěvě Spa a Schwallbachu se na podzim roku 1849 vrátila zpět do Paříže.
Zkušená matka totiž vytušila zájem Ludvíka Napoleona o Evženii a dobře věděla, jak jej u sukničkáře podnítit, proto v dalších dvou letech střídala krátké pobyty v Paříži s obdobími na cestách. Objevili se také jiní nápadníci jako baron Rothschild, princ Camerata či hrabě Ferdinand z Oultremontu, s nímž se seznámila v Belgii a velmi dobře si spolu rozuměli. Jenže hrabě nebyl Bonaparte a tak se nakonec i jemu dostalo odmítnutí.
Zájmu svého bratrance chtěla využít také princezna Matylda, která se snažila krásnou Španělkou vyhnat Ludvíku Napoleonovi z hlavy jeho milenku Harriet Howardovou, proto ji opětovně zvala do svého salonu a nevědomky tak podporovala matčiny plány.
Na jaře 1851 odcestovala na Světovou výstavu do Anglie. Zde na maškarním plese v Buckinghamském paláci okouzlila nejen premiéra Malmesburyho, ale především přísnou královnu Viktorii. Po návratu do Paříže se jí opět začal dvořit Ludvík Napoleon, nabídl jí k dispozici svou lóži v Opeře i Théâtre Français, posílal jí květiny.

## Francouzská císařovna

### Zásnuby a svatba

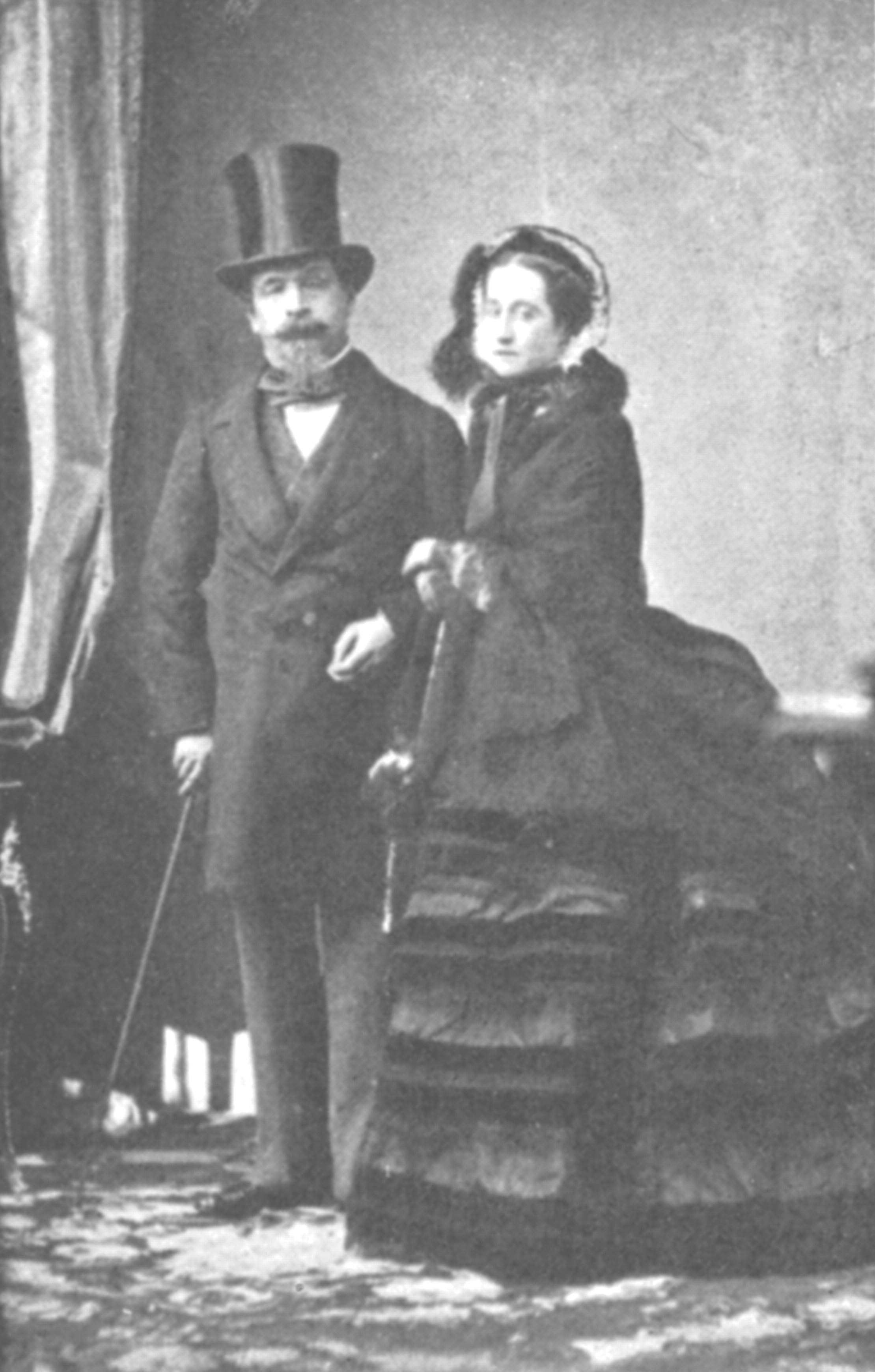
Napoleon a Evženie po svatbě

Ještě před prohlášením se císařem musel Napoleon III. uvažovat o budoucnosti své dynastie, když – po vyloučení linie Luciena Bonaparta z práv nástupnictví trůnu Napoleona I. – byl jediným dědicem eventuálního trůnu Plonplon, syn bývalého vestfálského krále Jérôma Bonaparte, bratrancem neoblíbený a navíc projevující velmi levicové názory. Dcery panovnických rodů Habsburků, Romanovců či Bourbonů v úvahu nepřicházely, neboť dynastie Bonapartů byla starými panovnickými rody uznávaná jen částečně. Napoleon se začal ucházet o ruku Karoly von Holstein-Gottorp, zvané princezna Vasa, vnučky detronizovaného švédského krále Gustava IV. Adolfa, považované tehdy za nejkrásnější princeznu Evropy. Všechny svatební plány však zmařil její otec Gustav Gustavsson Vasa, bývalý následník švédského trůnu, který neviděl budoucnost milované dcery v politicky nepokojné Francii (měl jí říci: „jestli se za něj provdáš, za dvacet let budeš na mizině, zbavená všeho“) a Karolu roku 1853 prozíravě provdal za Alberta, budoucího saského krále. Další
kandidátkou byla Adelaide von Hohenlohe, příbuzná britské královny Viktorie, ale i zde byly námluvy Napoleona odmítnuty. Bylo tedy třeba poohlédnout se po kandidátce z řad dcer nepanovnických rodů.

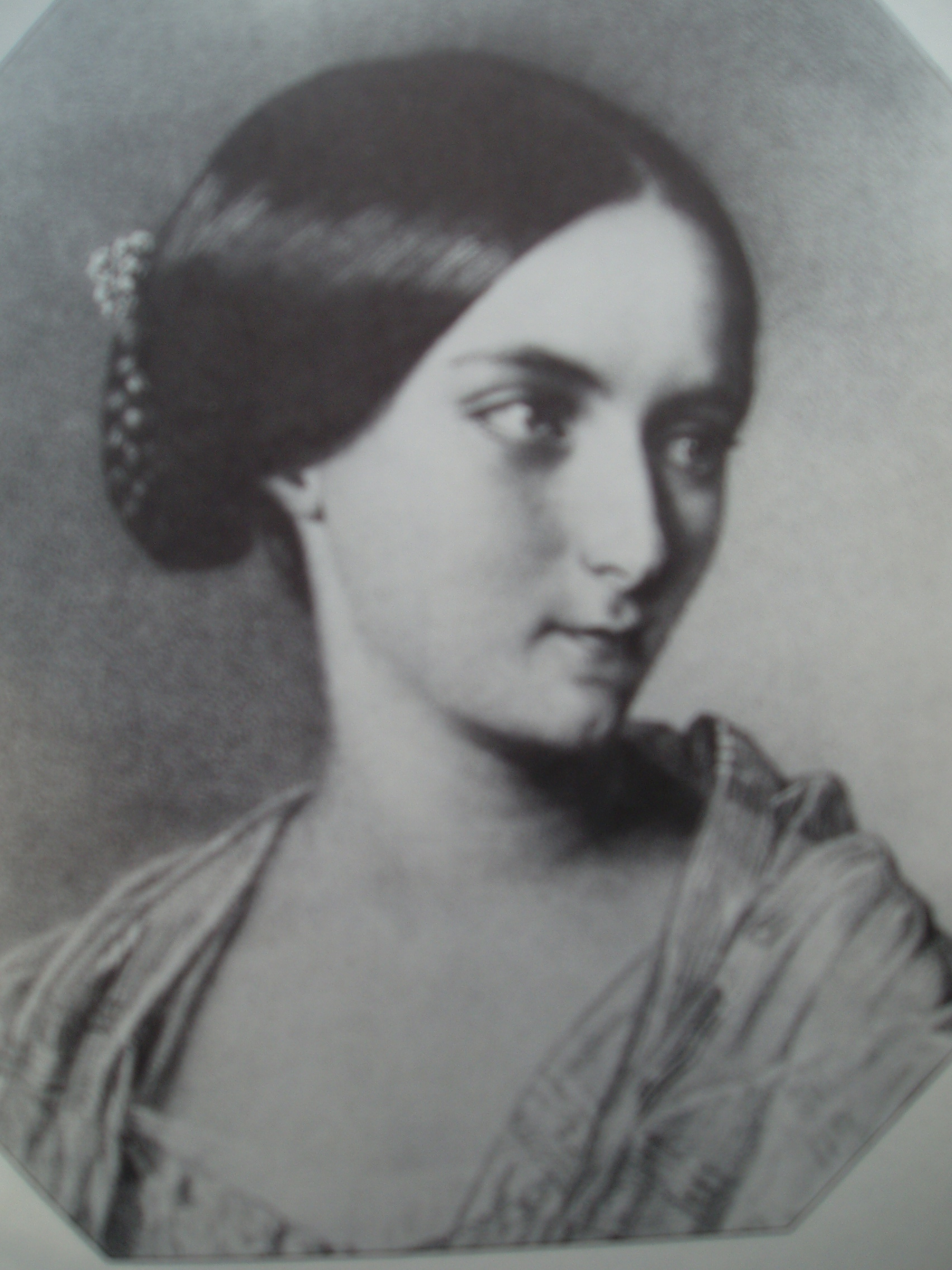
Karola Vasa kolem roku 1850

Roku 1852 Napoleon po výsledku plebiscitu o transformaci Druhé republiky v dědičné císařství (7 824 189 hlasů pro a pouze 233 145 proti) vjel 2. prosince triumfálně do Paříže, kde provedl vojenskou přehlídku, jíž z okna paláce v Tuileriích přihlížela i Evženie s rodinou a přáteli. Vida ji, Napoleon se rozhodl oženit se s ní. Po celý prosinec trval úporné diskuse s příbuznými z rodu Bonapartů – pouze král Jérôme se zachoval neutrálně, ale jeho děti Plonplon i Matylda byli zásadně proti plánům svého bratrance. Přesto na novoročním plese v restaurovaných Tuileriích, své nové rezidenci, Napoleon požádal Evženii o ruku a o dva dny později poslal formální list se žádostí i její matce. 22. ledna roku 1853 pronesl k vládě a Senátu projev, v němž řekl: – zbožná katolička bude k nebi posílat tytéž modlitby o blaho Francie jako já... Je vysoce a šlechetně urozená... vybral jsem ženu, kterou miluji a jíž si vážím, není jiné ženy, jež by mi přinesla politického prospěchu, jenž může být spjat s oběťmi...

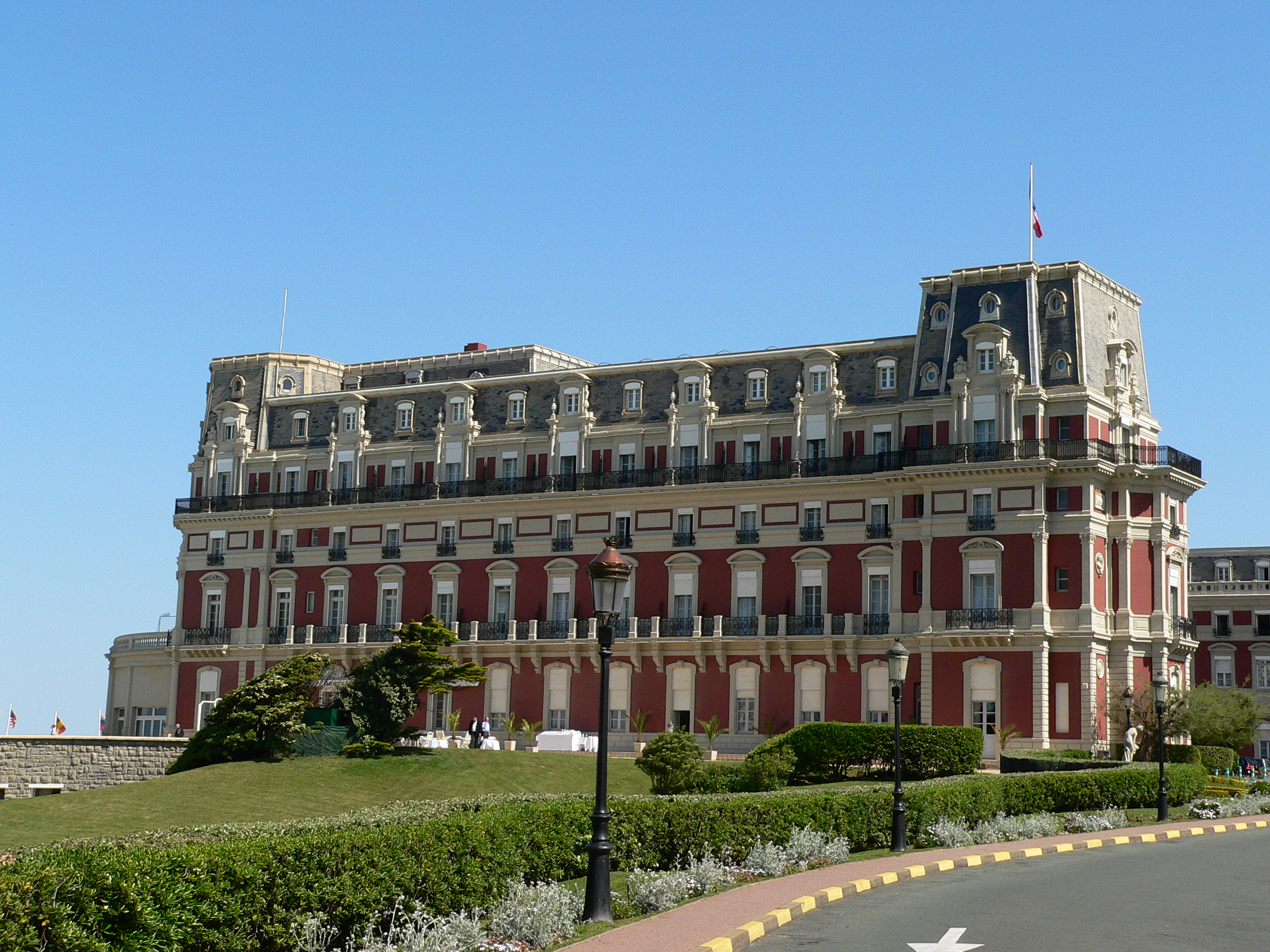
Villa Eugénie v Biarritz

Civilní svatební obřad se konal v sobotu 29. ledna v Tuileriích, církevní pak o den později v
katedrále Notre-Dame. Eugenie toužila po tom, aby manželství požehnal papež Pius IX., ten se však vymluvil na starosti a nemoc (byl v té době v plné síle a nejlepším zdraví, pamatoval si však pokoření Pia VII.); obřadníkem tedy byl pařížský arcibiskup Sibour. Cíle bylo nicméně dosaženo – Evženie se stala císařovnou. Jako svatební dar dostala od manžela zámeček Villa Eugénie, stavbu vybudovanou v Biarritzu ve stylu Ludvíka XIII. Biarritz se stal velmi vyhledávaným letoviskem a pozdější Hôtel du Palais střediskem světové smetánky.

### Dobročinnost
Členové pařížské Městské rady vyčlenili sumu 600 000 franků na zakoupení briliantového náhrdelníku jako daru města nové císařovně, avšak Evženie v listu radě odmítla přijetí daru a poprosila o převedení této sumy na pomoc chudým a lidem bez domova. Rovněž peníze, které jí při svatbě vyplatil manžel, použila všechny na péči o nevyléčitelně nemocné a o chudé matky. Měla však v držení relikvii, zvanou „Talisman Karla Velkého“ – závěsek
ze safírů a perel, v něž byla uložena tříska z dřeva Svatého kříže, kterou Karlovi poslal kalif Hárún ar-Rašíd společně s klíči od baziliky Svatého hrobu. Karel Veliký nosil klenot jako sponu opasku a byl s ním i pochován. Císař Ota III. přikázal otevřít kryptu a vyzvednul z ní některé předměty mj. tento talisman, jenž byl vystaven na hlavním oltáři katedrály Panny Marie v Cáchách, a kopí sv. Maura, které později daroval Boleslavovi Chrabrému. Roku 1804 kapitula katedrály darowala talisman císařovně Josefině, jež ho na sobě měla při císařské korunovaci. Po ní jej zdědili Hortense de Beauharnais a později Napoleon III. Evženie se do konce svého života se závěskem nerozloučila a krátce před svou smrtí ho darovala katedrále v Remeši.
Evženie věnovala denně dvě hodiny návštěvám nemocnic, starobinců, útulků pro chudé a pro děti. Chodila v přestrojení a dbala na to, aby peníze (ať soukromé či státní), určené na pomoc potřebným, byly využity v souladu s jejich určením.

### Státní návštěva Velké Británie a narození syna

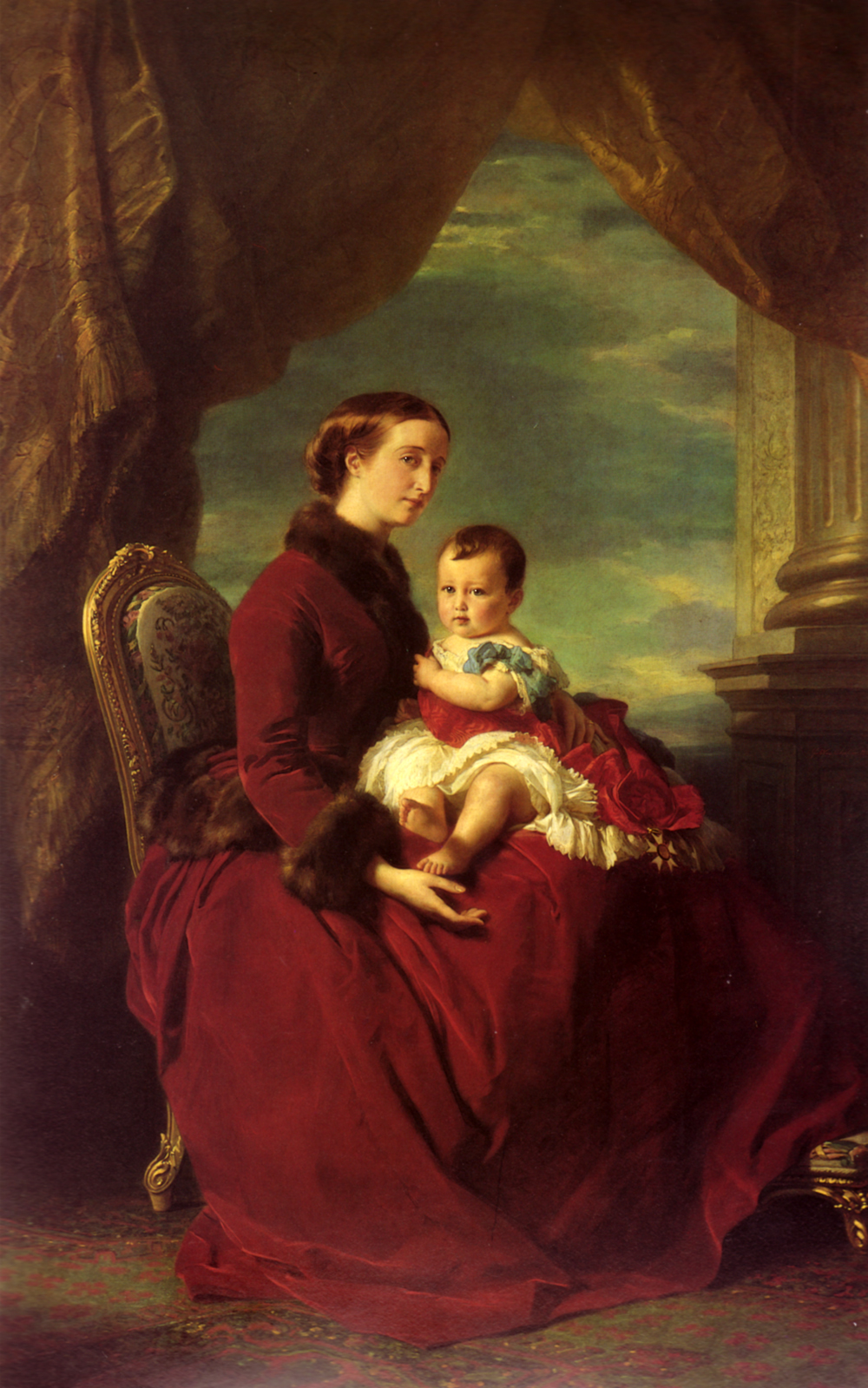
Císařovna se synem (obraz F.X. Winterhaltera, kolem roku 1857)

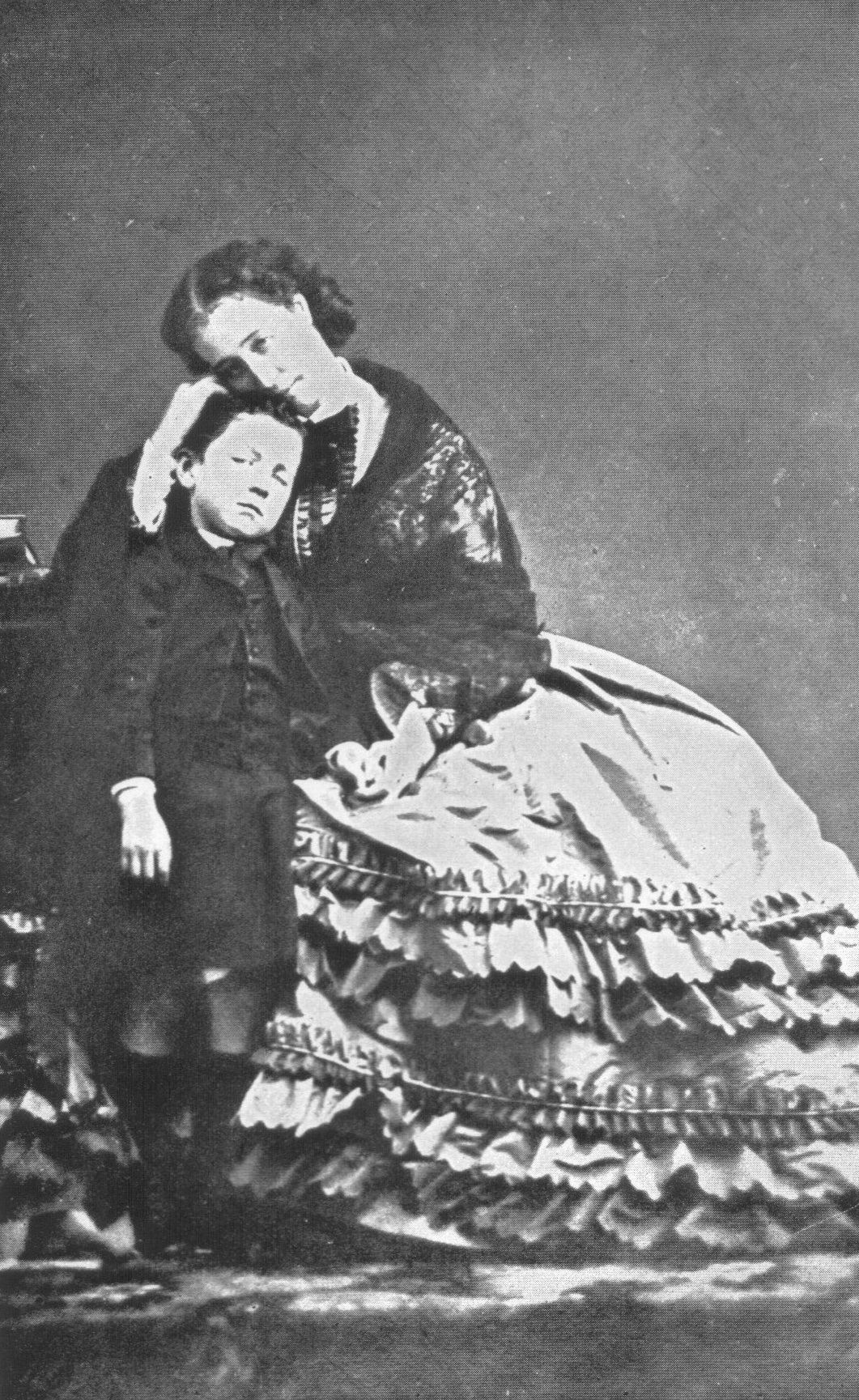
Císařovna se synem (foto kolem roku 1860)

Napoleon III., dosud bojkotovaný evropskými panovnickými dvory, získal šanci být akceptován, když vypukla Krymská válka. Především Anglii záleželo na oslabení pozice Ruska a na spojenectví s Francií. V dubnu roku 1855 královna Viktorie zaslala oficiální pozvání francouzskému císařskému páru na návštěvu anglického dvora. Královna, zpočátku chladná vůči „uzurpátoru“ Napoleonovi, velmi rychle podlehla jeho silnému osobnímu kouzlu a uchvátila ji i nesmělá Evženie; Viktoriin manžel Albert pak odhalil v císaři zajímavého a myšlenkově bohatého partnera pro rozhovory. Pánové trávili čas diskusemi s ministry a generály, dámy pak si vyměňovaly názory na manželský život a situaci žen. Evženie, které od svatby prodělala dva potraty, dostala od Viktorie, matky devíti dětí, řadu rad, např. v jaké pozici nejsnáze otěhotnět nebo vyloučením horkých koupelí podpořit zachování plodu. Návštěva Anglie skončila mimořádným úspěchem císařského páru jak po stránce politické, tak i osobní; Viktorie a Evženie zůstaly přítelkyněmi do konce života. Napoleon obdržel Podvazkový řád, nejvyšší britské vyznamenání, a žádný evropský panovnický dvůr již nemohl po této akceptaci nejstarší monarchií kontinentu a světovou velmocí odmítnout uznání Druhého francouzského císařství.

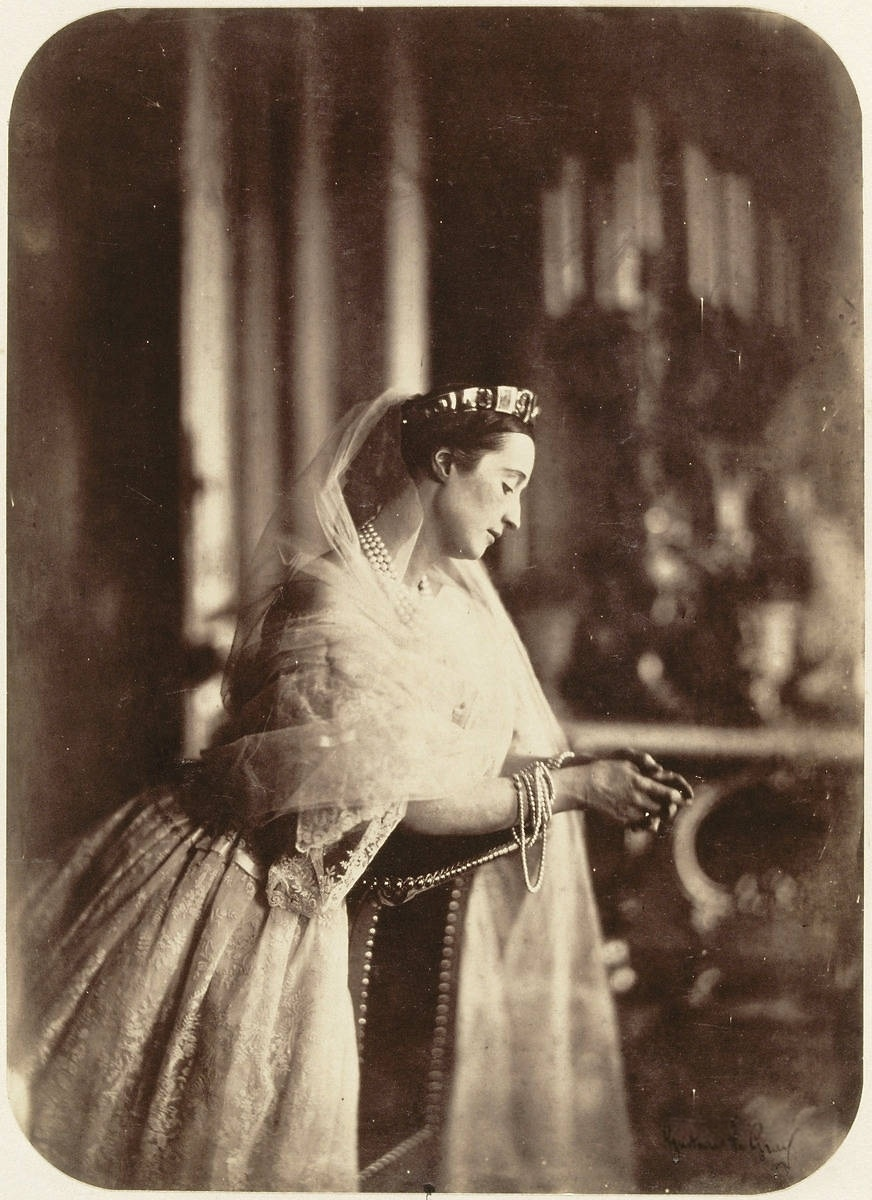
Evženie z Montija, 1856

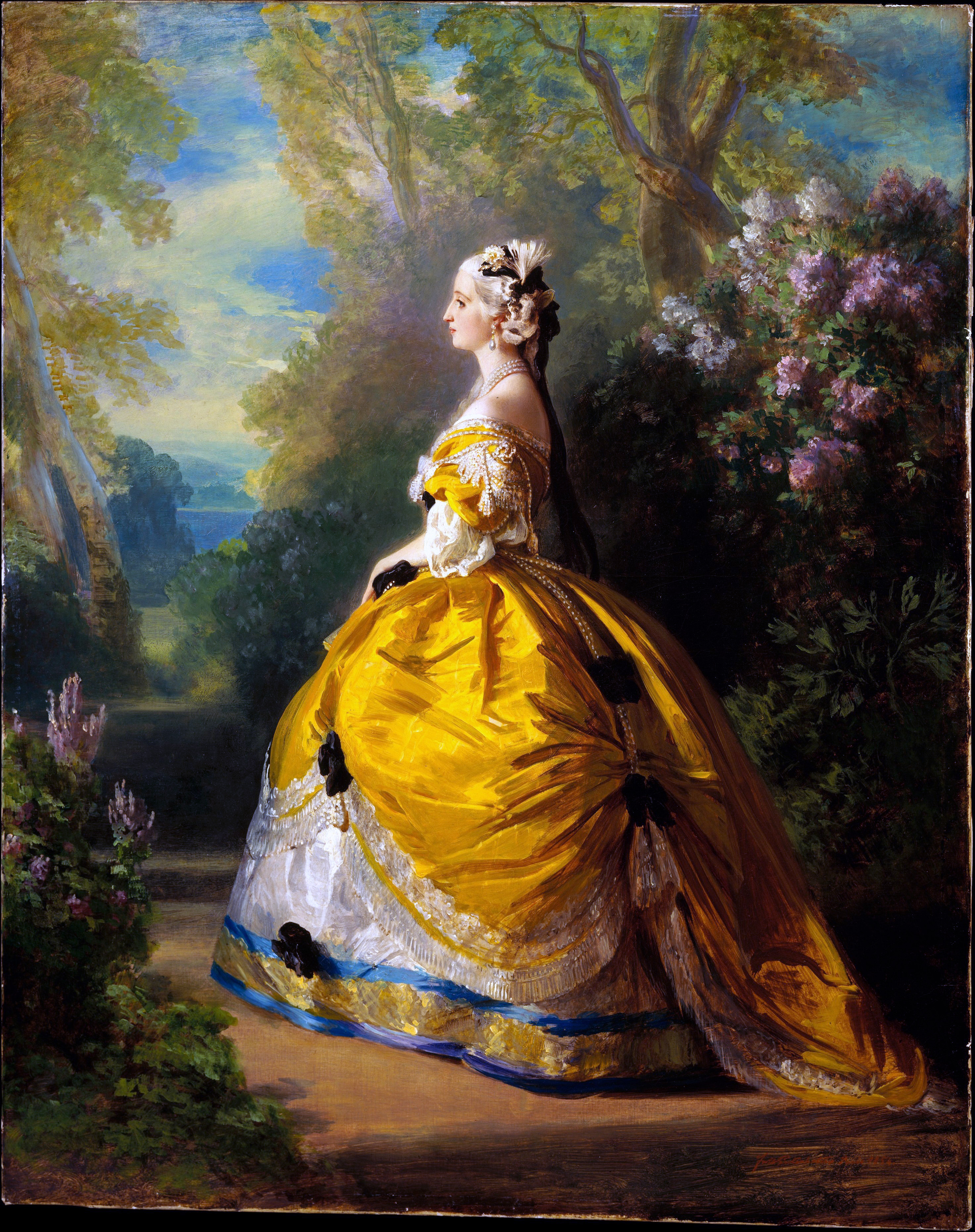
Evženie v krinolíně à la Marie Antoinetta (portrét F. X. Winterhaltera)

O několik měsíců později bylo u Evženie potvrzeno těhotenství. Podle korsických pověr, panujících v bonapartovském rodu, bylo dítě, narozené v předjaří před 20. březnem, předurčeno k záhubě, a Evženii tedy byly podávány opiové preparáty, aby se porod opozdil. Kromě toho dítě mělo v děloze nesprávnou polohu a očekávaly se komplikace. Porod započal 15. března, jako svědkové byli přítomni Napoleonova sestřenice Matylda a bratranec Plonplon, ve stresu z toho, že narození mužského potomka ho připraví o nástupnictví trůnu. To se skutečně stalo – ve tři hodiny ráno 16. března 1856 se narodil syn Louis-Eugène-Napoléon.
Po tomto těžkém porodu lékaři potvrdili, že Evženie již nebude moci mít děti. To mělo velmi negativní dopad na vztahy císařského manželského páru, neboť Evženie, i tak trpící frigiditou, v obavách z nového těhotenství odmítala Napoleonovi své lože; to ho vhánělo do náruče jiných žen, mj. Anny Marie Walewské, ženy Alexandra Walewského, syna Napoleona I. a jeho milenky Marie Walewské. Postupně spolu manželé přestali sexuálně žít, ale Evženie při každé nové milence upadala v žárlivost.

### Královna módy
Evženie, zhlédnuvší se v módě 18. století a v osobě královny Marie Antoinetty, začala prosazovat krinolinu, v poněkud pozměněné podobě, jež se nedotýkala země. Na soirées se objevovala v róbách Charlese Wortha (který díky její podpoře dosáhl světového věhlasu jako tvůrce haute couture) – v nádherných toaletách z hedvábí, atlasu a krajek, s velkým dekoltem, který odhaloval její půvabné paže i velkou část krásně tvarovaného poprsí. Sukně i jejich vlečky byly zdobeny umělými květinami, stužkami a skleněnými perličkami. Evženie byla přitom šetrná – všechny její oděvy byly v krejčovské dílně Tuilerií přešívány na nové a nepoznané nošeny znovu; na rozdíl od svých předchůdkyň Josefiny či obdivované Marie Antoinetty po sobě v paláci nezanechala na 700 sukní a 500 párů bot. Pouze své atlasové střevíčky obouvala jen jedenkrát a pak je darovala do sirotčinců – měla tak malá chodidla, že její boty se hodily jen pro děti. Móda, kterou prosazovala, slavila triumfy po celém světě – i dcery úředníků či zámožnějších řemeslníků a měšťanů musely nosit krinolíny. Svými nákupy a přízní Evženie přispěla i k rozkvětu značky Louise Vuittona.
Evženie byla sice aristokratka, avšak nebyla vychována na žádném panovnickém rodě, trpěla tedy pocitem, že se neumí chovat jako panovnice a používat odpovídající gestikulaci. Proto začala brát hodiny u slavné dramatické herečky Rachel Félix. Naučila se od ní mnoho – ještě o 40 let později, ve vyhnanství v anglickém Farnborough při diskusi o Racinově „Faidře“ povstala a začala hlubokým hlasem deklamovat celé slavné úryvky dramatu.

### Politická činnost
- První regentství

Tou měrou, jak se horšilo zdraví Napoleona III. (trpěl ledvinovými kameny), byl císař stále více nakloněn tomu, aby se jeho žena otevřeně podílela na vládě. Když roku 1859 vytáhl (vzdor jejím radám, věděla, že stratégem je pouze na papíře) do války s Rakouskem, jmenoval ji regentkou Císařství. Evženie se s velkou zodpovědností ujala správy státu: obden se účastnila zasedání vlády a projevovala živý zájem o vše; pokud něčemu nerozuměla, požádala příslušného ministra po zasedání o objasnění. Zásluhou její i Alexandra Walewského bylo rychlé uzavření míru s Rakouskem kvůli mobilizaci Pruska. Zatížením francouzské politiky byla Evženiina snaha o zachování Papežského státu pod vládou papeže. To postavilo proti Francii Itálii, která považovala Řím za svou historickou stolici; v důsledku toho později v roce 1870 Itálie neposkytla Druhému císařství vojenskou podporu. Od doby svého prvního regentství Evženie aktivně participovala na všech věcech zahraniční politiky (vnitřní ji nevelmi zajímala). Motorem jejího konání byla nedůvěra v Rusko, obavy z Pruska a střet s nově vzniklou sjednocenou Itálií, jež chtěla papežovi odebrat jeho hlavní město. Těžko však osočovat Evženii z krajního klerikalismu, když předpokládala, že obrana Papežského státu bude mít za následek větší podporu francouzských katolíků Druhému císařství. Chtěla posílit spojenectví s Velkou Británií a uzavřít nové s Habsburky. Evženiiny aktivity vyvolávaly odpor nejen republikánů a liberálů, ale i císařových příbuzných – sestřenice Matyldy a bratrance Plonplona, kteří ji osočovali z autokracie a antidemokratismu. To ostatně zjevně odpovídalo pravdě, neboť Evženie, v mládí přesvědčená liberálka, nyní však především aristokratka, do morku kostí nedůvěřovala demokracii a nepovažovala představitele lidu za předurčené k vládě či participaci na ní.
- Intervence v Mexiku

K velkým Evženiiným omylům náleželo to, že přesvědčila Napoleona o francouzské intervenci v Mexiku a dosazení na tamější trůn Habsburka Maxmiliána, bratra rakouského císaře Františka Josefa I. K ufinancování pobytu francouzských vojsk v Americe stát se stát silně zadlužil u privátních bank, což silně podlomilo jeho ekonomiku. Francouzi za mořem hynuli v záležitosti, která se jich netýkala. Sláva Druhého císařství začínala blednout a Napoleon III. ztrácel svou prestiž. Francie zůstala sama proti nepřátelskému Prusku, bez podpory Anglie, Rakouska, Itálie či Ruska. Evženie v té době začala vyvíjet tlak na Napoleona, aby abdikoval ve prospěch jejich syna a jí samotné jako regentky, císař však jasně viděl, že císařství v čele s neplnoletou hlavou státu by nemělo naději na přežití a odmítl.
- Válka s Pruskem

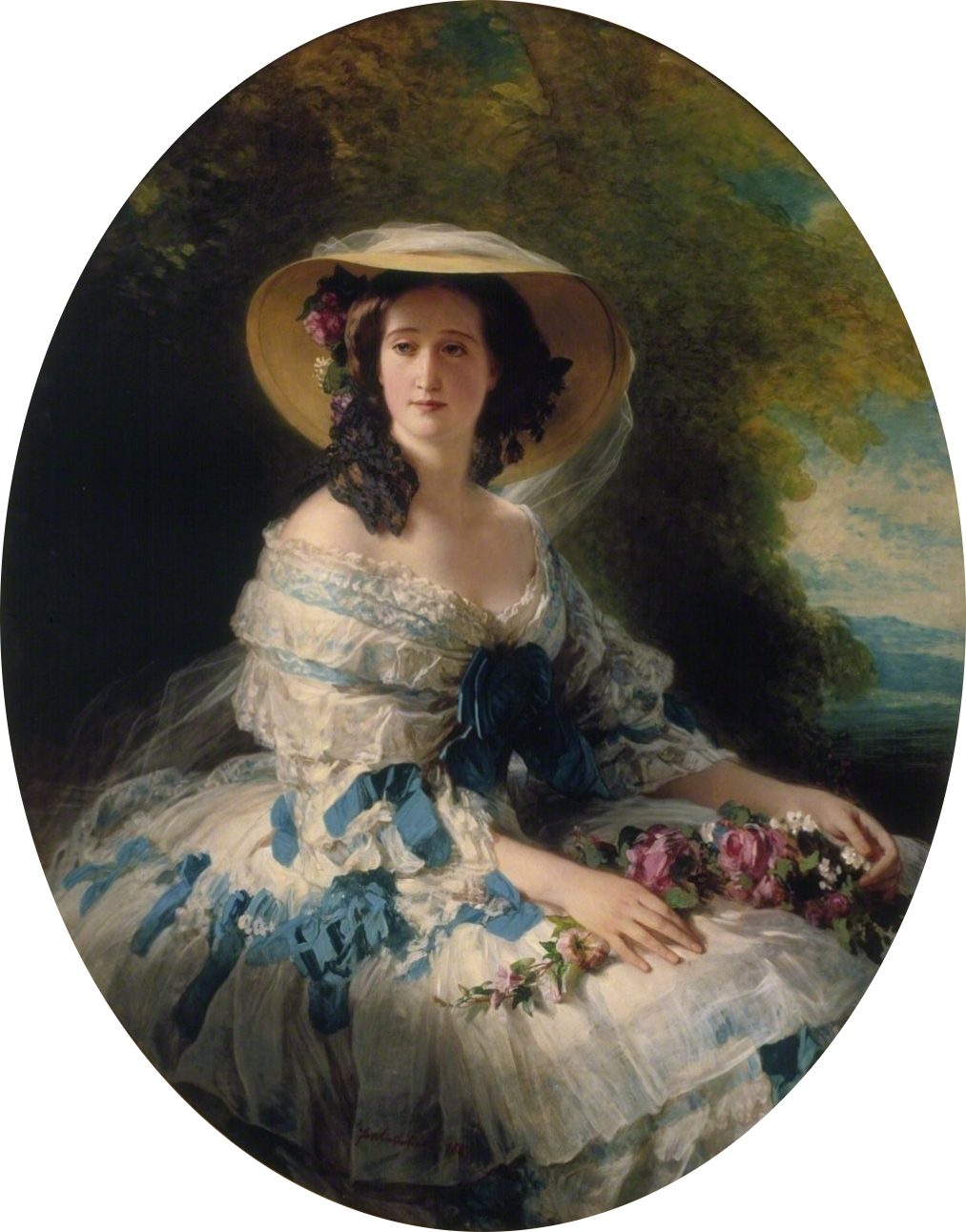
Evženie (kolem roku 1857)

V červenci roku 1870, když vypukla francouzsko-pruská krize, Napoleon III., v té době již velmi nemocný (na frontě u Sedanu ho vozili v bryčce, protože nemohl sedět na koni), chtěl za každou cenu – včetně vydání Štrasburku Prusům – zachovat mír, ale měl proti sobě mínění francouzského národa, generality i tisku (i republikánského), věřících ve vítězství. Rovněž Evženie byla názoru, že vzhledem k podpoře, udělené národem „liberálnímu císařství“ (referendum v květnu 1870, 7 300 000 hlasů pro – především z provincií, ale také 1 570 000 hlasů proti, především z velkých měst s Paříží v čele), napoleonská monarchie si nemůže dovolit postupovat proti jeho vlasteneckému vzepjetí. 15. července Napoleon (který vzdor radám Evženie a princezny Matyldy převzal vrchni velení) a jeho syn se vypravili na frontu a císařovna Evženie převzala naposledy regentství.
Tím se Napoleon dopustil velkého omylu. Místo Evženie by v době války byl mnohem vhodnějším regentem Plonplon, výrazně energičtější a nepostrádající autoritu, především však muž, tedy podle tehdejších názorů osoba více vhodná k vládnutí. Napoleon však bratranci nedůvěřoval, navíc se obával, že Plonplon sesadí s trůnu jeho i syna, aby jej sám převzal. Evženie tak byla regentkou, ale nová liberální ústava císařství jí nedávala tak dalekosáhlé pravomoci jako v roce 1859. V prvních týdnech regentství ji vláda nezvala na svá zasedání, dostávala pouze informace o přijatých opatřeních. Evženie se pokoušela získat alespoň morální podporu Ruska a přesvědčit Rakousko k aktivní pomoci Francii (za což nabízela větší část Slezska), ale nic z toho se nepodařilo – všichni se obávali vojenské síly Pruska. Itálie nechtěla vojensky vystoupit bez účasti Rakouska, Evženie zase nechtěla přistoupit na postoupení Říma Savojské dynastii, která věděla, že v případě porážky Napoleona III. město připadne Italskému království.

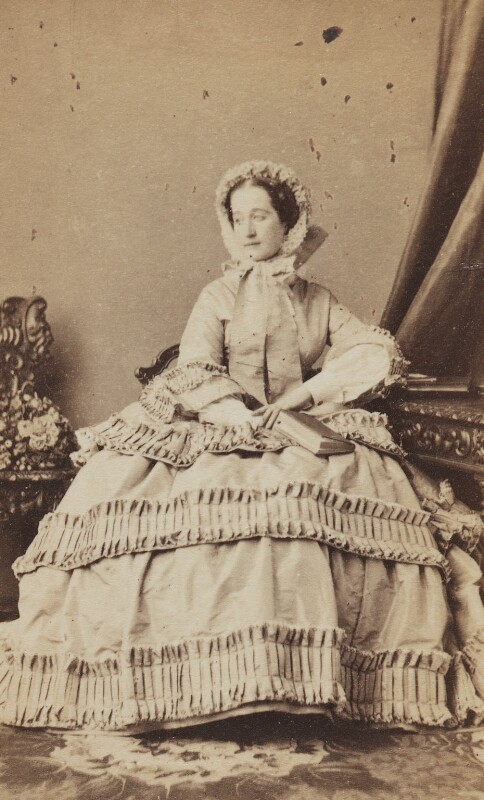
Císařovna Evženie, 1858

6. srpna se do Paříže donesly zprávy o porážce u Wissembourgu. Evženie, dlící v Saint-Cloud, se vydala ihned do Tuilerií. Když ji od toho zrazovali, připomínajíce jí Marii Antoninettu, odvětila: nebojím se popraviště, bojím se špíny revoluce. Po svolání zasedání vlády ji přinutila k potvrzení svého zařazení do správy obrany státu: státní obligace ve výši 500 miliónů franků a zmrazení kursu měny měly stabilizovat finance, zmobilizovaná Národní garda (270 000) bránit hlavní město v případě obležení, všechny forty v okolí města dostaly další kanóny (1800), všechny mosty kolem Paříže byly vyhozeny do vzduchu, do města bylo dopraveno 3500 volů a 280 000 ovcí, které měly zajistit zásobení obyvatelstva. Všechny sbírky obrazů a nábytku z Tuilerií, Louvru a jiných muzeí byly deponovány v Brestu.
Císařský trůn byl ohrožen a jediným politickým řešením se stalo získání Adolphe Thiersa, k němuž Evženie vyslala Prospera Mérimée s prosbou o podporu vlády i jí jako regentky. Avšak Thiers, hluboce přesvědčený republikán, odmítl se ve vládě jakkoli angažovat. 3. září roku 1870 přišel ze Sedanu telegram od Napoleona III. s oznámením, že armáda kapitulovala a on sám upadl do zajetí.
- Útěk

Evženie a její přívrženci seznali, že nastal konec Druhého císařství, když nepokoje v Paříži nabraly na síle; rozvášněný dav demonstroval na Place de la Concorde, několik set metrů od Tuilerií. O půl čtvrté ráno 4. září velitel pařížské policie přišel do Tuilerií se zprávou, že dav prorazil bránu a blíží se k paláci. Evženie, která již přede dvěma dny vydala nařízení vyslat syna do Belgie, po nátlaku přátel usoudila, že opustí-li hlavní město, zůstane v nepřítomnosti císaře nadále legální hlavou státu, zůstane-li však, přijde o život nebo bude detronizována. Převlečená do černých šatů se s několika přáteli dostala galerií spojující oba paláce do Louvru, u něhož čekala bryčka rakouského vyslance, knížete Metternicha. Po různých peripetiích dorazila o 24 hodin později do Deauville, poté do Trouville a odtud jachtou anglického aristokrata Burgoyna v noci do anglického přístavu Ryde. Vyhnanství započalo.

## Ve vyhnanství

### Do smrti syna (1879)

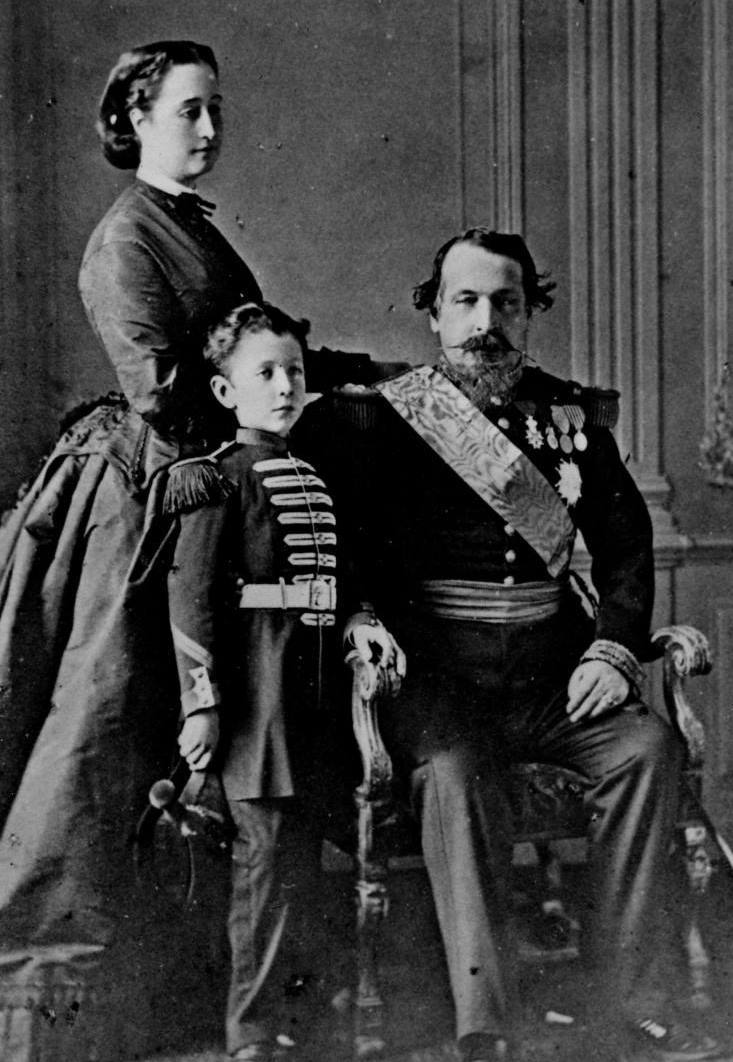
Císařovna Evženie s manželem a synem

Již v prvním týdnu pobytu v Anglii, kde se po dvou dnech setkala se synem, dostala Evženie od zámožného Angličana Nathanaela Strode, obdivovatele napoleonské legendy, nabídku sídlit v jeho domu Camden House (dnes sídlo golfového klubu) v obci Chislehurst v hrabství Kent (nyní v Londýně, obvod Bromley) ve vzdálenosti 20 minut vlakem od centra Londýna. Poměrně prostorný zařízený dům se císařovně líbil (nemusela platit náklady, což bylo dost podstatné, neboť v prvních měsících finance vyhnaných Bonapartů nevypadaly nejlépe); nejdůležitější však bylo, že byl lehce dostupný pro hosty z Francie, jichž bylo nemálo. Nejprve to byly delegace prominentů napoleonského režimu, přesvědčující císařovnu ke smíru s Pruskem, a armády maršála Bazaina, jež dlela v Metách s cílem potlačení revoluce v Paříži. Bazainovi vyslanci získali z Versailles souhlas Otty von Bismarcka, který nehodlal dohadovat se s republikány Thiersem či Gambettou a považoval Evženii za legální regentku císařství, ale dosud nespecifikoval své územní požadavky vůči Francii. O 20 let později uvedl, že po Sedanu by se spokojil se Štrasburkem, částí Alsaska a dvěma miliardami franků odškodnění, pokud by uzavřel mír s vládou císařskou, nikoli republikánskou. Pruský král Vilém I. odpověděl na Evženiin list žádající o negaci anexe francouzského území, že on osobně je nepožaduje, avšak Bismarck chce mít „ochranný val“ vůči agresivní Francii; uvedl, že Versailleská smlouva navrátila Alsasko a Lotrinsko Francii bez předchozího plebiscitu obyvatel, kteří – přinejmenším na venkově – dodnes užívají německého dialektu. V tak napjaté situaci Evženie odjela v říjnu do Kasselu, aby se viděla s internovaným manželem a zeptala se ho na jeho názor. Pro Napoleona žádné dohody s Bismarckem nebyly myslitelné a domníval se, že ponižující mír uzavřený Thiersem a Gambettou, nikoli císařskou vládou, dává Bonapartům lepší naději na restauraci monarchie, Evženie tedy odpověděla Bazainovi zamítavě, ten pak uznal vládu Třetí republiky.
20. března roku 1871 Napoleon, propuštěný z pruského zajetí, přibyl do Chislehurstu. Jeho syn začal navštěvovat King’s College v Londýně, kam dojížděl vlakem, a ve věku 16 let nastoupil do kadetní školy Royal Artillery School v Woolwichi. Naděje na restauraci císařství nevypadaly zle – bonapartisté získali více míst v parlamentu, armáda byla většinou věrná Napoleonovi a všechny úřednické kádry Druhého císařství byly dále činné v administrativě. Napoleon III. pojal záměr triumfalního návratu v stylu útěku svého strýce Napoleona z Elby, všechny plány však zhatila jeho poslední nemoc a následná smrt 9. ledna roku 1873. Od této chvíle nosila Evženie již jen černý oděv (třebaže stále z Worthova ateliéru) a již nikdy nenosila šperky. Po císařově skonu se naděje bonapartistů obrátily k jeho synovi, jimi prohlášenému Napoleonem IV. Mladík, toužící po vojenské slávě, se však vydal s britskou expedicí do Jižní Afriky a zahynul tam 1. června roku 1879 ve válce s bojovníky Zulu. Evženie zůstala sama.

### Posledních 41 let

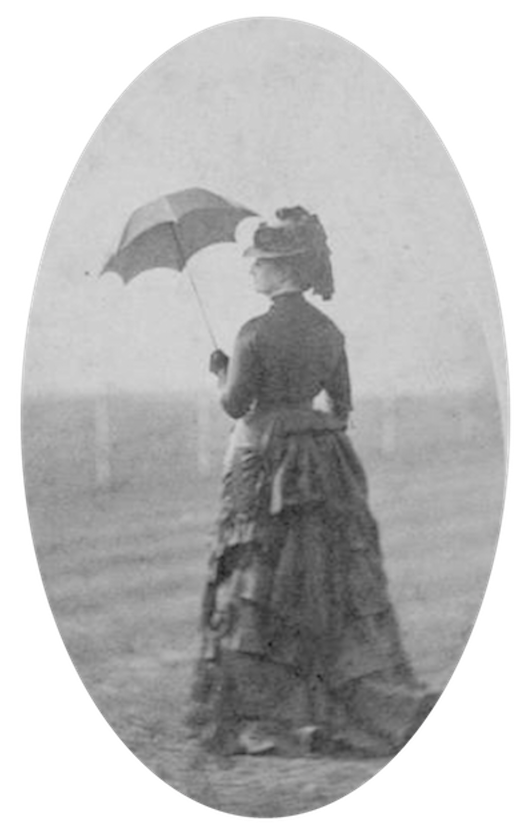
Císařovna Eugénie drží malý slunečník

Po smrti syna se Evženie na několik let zcela izolovala od světa a žila v naprosté apatii, pozvolna se jí však přece začala vracet životní síla. Často dlela ve společnosti královny Viktorie ve vlasti předků své matky, Skotsku, které milovala a kde jí Viktorie dala k dispozici zámek Abergeldie Castle nedaleko od Balmoralu. Roku 1880 císařovna odjela do Jižní Afriky a strávila 12 hodin v modlitbách a meditacích na místě synovy smrti. Tehdy se také rozhodla opustit Chislehurst, prodala svou vilu v Biarritzu a roku 1885 koupila zámeček Farnborough Hill s velkým parkem v obci Farnborough v hrabství Hampshire. Zámeček měl 23 pokojů, Evženie nechala přistavět ještě jedno křídlo s 18 komnatami, kde zřídila napoleonské muzeum. V parku zřídila benediktinský klášter St.Michael's Abbey, v jehož kryptě dnes odpočívá po boku manžela i syna. Byla velmi bohatá – po smrti matky (1881) zdědila její část statků rodiny Montijo, po synovi pak pozůstalost po kněžně Baciocchi, po manželovi zámek Arenenberg ve Švýcarsku a cca dva miliony franků. Od roku 1886 se začala vracet do Francie, roku 1888 zakoupila parcelu na Cap Martin u Cannes a vybudovala tam vilu „Cyrnos“ (řecký název Korsiky), kde od té doby trávila zimní sezónu. Koupila malou jachtu, s níž křižovala po Středozemním moři a norských fjordech. Navštívila Egypt a dokonce Cejlon. Byla jednou z prvních korunovaných hlav své doby, která měla automobil a ráda ho využívala a jen těžko se dala odradit od vyzkoušení řízení letadla. Za první světové války zřídila ve Farnborough Hill špitál pro raněné anglické důstojníky, ponechavši si pro vlastní potřebu pouze dvě místnosti; za to ji král Jiří V. honoroval roku 1918 Velkým křížem Řádu britského impéria. Když byla v listopadu roku 1918 dotázána, zda chce poslat gratulace premiérovi Clemenceau, odpověděla: „zemřela jsem již roku 1870“.
V červenci roku 1920 se Evženie vypravila na poslední cestu svého života. Navštívila Paříž, kde se jako obvykle ubytovala u Place de la Concorde v Hôtel Continental, z jehož oken viděla na plot Tuilerií. Z Paříže odcestovala do Marseille, dále parníkem (jachtu roku 1914 předala britské flotile) do Gibraltaru a odtud do Madridu, aby navštívila vnuka své sestry, knížete Alba, v jehož Palacio de Liria se ubytovala. Slepá na jedno oko, dlouho trpící ledvinovými kameny, podlehla nemoci v neděli 11. července roku 1920 ve věku 94 let.
V testamentu Evženie odkázala španělské majetky druhému sestřinu vnukovi, hraběti de Montijo-Peñeranda, Farnborough Hill se vším vybavením a sbírkami knížeti Viktorovi Bonaparte, vilu Cyrnos jeho sestře Marii Leticii Bonaparte, vdově po Amadeovi, knížeti Aosta. Finanční prostředky podělila rovným dílem mezi knížete Albu, knížete Viktora a Leticii Aosta. 100 000 franků odkázala na opravy katedrály v Remeši, mnoho přátel a sloužících dostalo doživotní důchody. Zámek Arenenberg dala švýcarskému kantonu Thurgau. Jeden z obrazů malíře Greuze z její sbírky dostal sir John Burgoyne, který ji roku 1870 přivezl svou jachtou z Trouville do Anglie.
Farnborough Hill je od roku 1926 dodnes sídlem exkluzivní soukromé katolické školy pro 500 dívek od 13 do 18 let, která přijímá žákyně i jiných křesťanských vyznání, ve vile Cyrnos je luxusní hotel.

## Odraz v kultuře

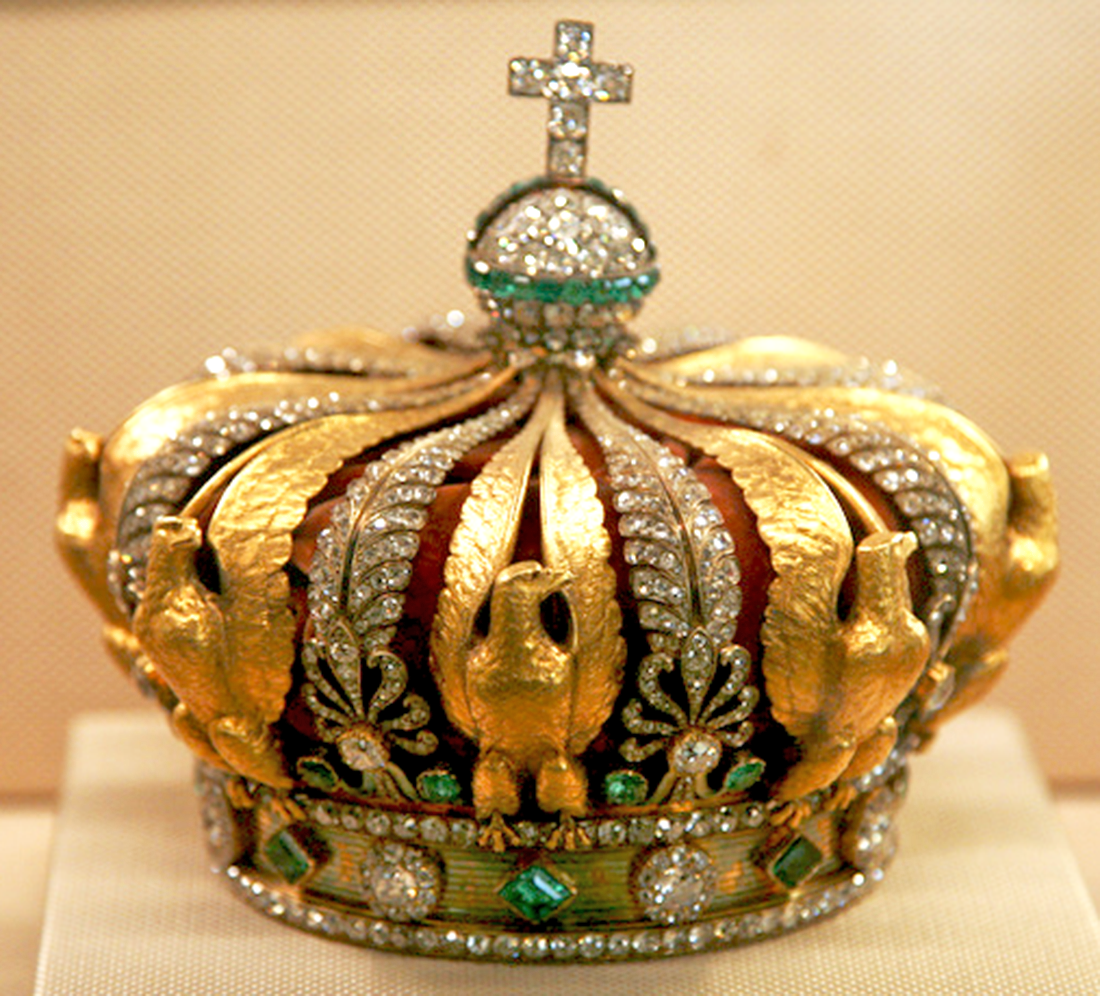
Koruna císařovny Evženie

### Pojmenování
- Roku 1857 objevená planetka dostala na Evženiinu počest její jméno.
- Satelit této planetky, objevený roku 1999, dostal jméno Petit-Prince na počest jejího syna a vzhledem k podobnosti jeho životopisu s postavou hlavního hrdiny Exupéryho Malého prince.
- Po Evženii je pojmenovaná stanice madridského metra Eugenia de Montijo.
- Evženiiným jménem bylo nazváno i několik druhů luxusních parfémů (např. Jasmine Impératrice Eugénie), vytvořených pro ni pařížskými mistry a těšících se dodnes oblibě.
- Na její počest pojmenoval anglický ornitolog John Gould druh holuba s modře zbarvenou hlavou.

### Filmy
- Eugenia de Montijo (1944)
- L'homme de Suez (1983)
- La forteresse assiégée (2006)
- La contessa di Castiglione (2006)
- Violetas imperiales (1952)
- V oněch letech (1973)
- El carruaje(1972)[16]